# Williamsborg
Williamsborg er oprettet som hovedgård i 1655 med navnet Bryskesborg, navnet Williamsborg er fra 1775. Gården ligger i den nordøstlige side af Daugård By ved landevejen Horsens over Braaskov. Williamsborg ligger i Daugård Sogn, Hatting Herred, Hedensted Kommune. Hovedbygningen er opført i 1666 og ombygget i 1774 ved Anders Møller. Williamsborg Gods er på 467,5 hektar

## Ejere af Williamsborg
- (1655-1666) Lisbeth Ejlersdatter Bryske gift Bille
- (1666-1686) Steen Henriksen Bille
- (1686) Sophie Steensdatter Bille gift Rosenkrantz
- (1686-1740) Anders Rosenkrantz
- (1740) Karen Andersdatter Rosenkrantz gift de Linde
- (1740-1746) Niels Christensen de Linde
- (1746-1756) Christen Nielsen de Linde
- (1756-1757) Maren Jørgensdatter Loss gift (1) de Linde (2) de Lindenpalm
- (1757-1774) Jørgen Hvas de Lindenpalm
- (1774-1783) William Halling
- (1783-1784) Christian Kallager
- (1784-1810) Johan Frederik von Schmidten
- (1810-1824) Jeremias Müller Secher
- (1824-1827) Niels Emanuel de Thygeson
- (1827-1830) Carl Gustav Lillenskiold
- (1830-1837) Carl Gustav Lillenskiolds dødsbo
- (1837-1860) Carl Henrik Martini
- (1860-1890) Margrethe Frederikke Bevensee gift Martini
- (1890-1901) A.P. Frederiksen
- (1901-1902) A.P. Frederiksens dødsbo
- (1902-1954) Hans Rudolph Gustav Wedell-Wedellsborg
- (1954-1961) Enkebaronesse Estrid Wedell-Wedellsborg
- (1961-1964) S.E.J. Broholm
- (1964-1970) C.B. Løvengreen
- (1970-1982) Jens Jacobsen
- (1982-1990) Enke Fru Else Jacobsen
- (1990-) Niels Jacobsen